# Данілов Олексій Мячеславович
Олексі́й Мячесла́вович Дані́лов (нар. 7 вересня 1962 Красний Луч, Луганська область, УРСР, СРСР) — український державний діяч, політик, самоврядовець, управлінець. 13-й Секретар РНБО України з 3 жовтня 2019 до 26 березня 2024 року. Голова Ради експертів з питань енергетичної безпеки.
У 1994—1997 роках був міським головою Луганська. За часів президентства Віктора Ющенка у 2005 році очолював Луганську ОДА. Був заступником голови Партії вільних демократів та членом ВО «Батьківщина», від якого був обраний народним депутатом (V скликання).

## Освіта
- 1981 — Старобільський радгосп-технікум, ветеринар.
- 1999 — Луганський педагогічний університет ім. Шевченка, учитель всесвітньої історії.
- 2000 — Східноукраїнський національний університет імені Володимира Даля, магістр з менеджменту. Луганський інститут внутрішніх справ МВС України (2000), юрист.

## Кар'єра
- З 1977 — студент Старобільського радгоспу-технікуму.
- 1981 — ветеринар-фельдшер підсобного господарства Ворошиловградського заводу фруктово-мінеральних вод.
- 1981—1983 — служба в армії.
- З 1983 — робота в «Зоокутку» парку культури та відпочинку ім. Першого травня, місто Ворошиловград.
- 1987—1990 — голова кооперативу «Білий Лелека».
- 1991—1994 — директор МПП «Вєра», Луганськ.
- Липень 1994 — вересень 1997 — голова Луганської міськради народних депутатів.
- 1996—1997 — член СДПУ(о).
- 1999—2002 — старший викладач кафедри менеджменту Східноукраїнського національного університету.
- 2000 — радник Комітету Верховної Ради України з питань промислової політики і підприємництва.
- 2001 — лютий 2005 — засновник і голова ГО «Луганська ініціатива».
- З червня 2000 до 2005 року — член політради партії «Партії вільних демократів»; з жовтня 2002 року — заступник голови партії.
- 2004 — керівник Луганського регіонального штабу кандидата в Президенти Віктора Ющенка.
- 2002—2005 — заступник директора Інституту європейської інтеграції та розвитку.
- 4 лютого — 8 листопада 2005 — голова Луганської облдержадміністрації[9].
- 2012—2019 — очолював Український фонд підтримки підприємництва.
- 23 липня — 3 жовтня 2019 — заступник секретаря Ради національної безпеки і оборони України[10].
- з 3 жовтня 2019 по 26 березня 2024 року[11] — секретар Ради національної безпеки і оборони України[12].
- з 25 жовтня 2019 — керівник Національного координаційного центру кібербезпеки[13].

26 березня 2024 року президент Зеленський звільнив Данілова з посади секретаря РНБО, його замінив Олександр Литвиненко.

## Звання
- Державний службовець 1-го рангу (з травня 2005)[15].

## Рейтинги
- 2023 — фігурант списку 15 лідерів у категорії «Державне управління» рейтингу «Список лідерів України УП-100»[16] видання Українська правда.

## Парламентська діяльність
Народний депутат V скликання з 25 травня 2006 до 23 листопада 2007 року від Блоку Тимошенко, № 42 в списку. На час виборів був заступником директора Європейського інституту інтеграції та розвитку, безпартійний. Член Комітету з питань державного будівництва, регіональної політики та місцевого самоврядування.
Вересень 2007 — кандидат в народні депутати України від Партії вільних демократів, № 6 в списку. На час виборів — народний депутат України, член ПВД.

## Сім'я
Дружина — Людмила Володимирівна. Мають чотирьох дітей, та дев'ятьох онуків. Внучка — Марія Данілова (відома за псевдонімом Masha Danilova) — юна українська співачка.

#### Декларація
- Данілов О. М.// Е-декларація, 30.4.2020